# Malá Klášterní
Malá Klášterní je asi 30 metrů dlouhá ulice na Starém Městě v Praze, která vede z Klášterské ulice do východní části areálu Anežského kláštera. Současný název dostala v roce 1930, do té doby byla součást Klášterské ulice. Na parcele číslo 838/3 je měšťanský dům U Kuchyňků, který v ústředním seznam kulturních památek má jako sídlo ulici "Malá Klášterská".

## Budovy, firmy a instituce
- Dům U Kuchyňků - Malá Klášterní 3[4]
- Anežský klášter - Malá Klášterní[5]